# Barbara Jones
Barbara Jones, född 26 mars 1937, är en före detta amerikansk friidrottare.
Jones blev olympisk mästare på 4 x 100 meter vid olympiska sommarspelen 1952 i Helsingfors och vid olympiska sommarspelen 1960 i Rom.